# Liga Nacional de Slalom Olímpico 2017
La XII Liga Nacional de Slalom Olímpico Manuel Fonseca se celebra en España en 2017 bajo la organización de la Real Federación Española de Piragüismo (RFEP).

## Resultados por Copas
| Fecha            | Copa                                  | Lugar                 | Canal   | Resultados                            | Resultados                    | Resultados                            | Resultados |
| ---------------- | ------------------------------------- | --------------------- | ------- | ------------------------------------- | ----------------------------- | ------------------------------------- | ---------- |
| 4 y 5 de marzo   | 1.ª Copa de España de Slalom Olímpico | Mondariz (Pontevedra) |         |                                       | C-1                           | K-1                                   | C-2        |
| 4 y 5 de marzo   | 1.ª Copa de España de Slalom Olímpico | Mondariz (Pontevedra) | Cadete  | Daniel Pérez Cortegoso Clara González | Pau Echaniz Xanet Etxarri     | José Enrique Sánchez y Manuel Sánchez |            |
| 4 y 5 de marzo   | 1.ª Copa de España de Slalom Olímpico | Mondariz (Pontevedra) | Juvenil | Miquel Trave                          | Eneko Auzmendi Laia Sorribes  | Bandera de ?                          |            |
| 4 y 5 de marzo   | 1.ª Copa de España de Slalom Olímpico | Mondariz (Pontevedra) | Senior  | Ander Elosegi Maialen Chourraut       | Joan Crespo Maialen Chourraut | Mikel Sarasola y Aitor Goikoetxea     |            |
| 1 y 2 de abril   | 2.ª Copa de España de Slalom Olímpico | Seo de Urgel (Lérida) |         |                                       | C-1                           | K-1                                   | C-2        |
| 1 y 2 de abril   | 2.ª Copa de España de Slalom Olímpico | Seo de Urgel (Lérida) | Cadete  | Pau Echaniz Xanet Etxarri             | Pau Echaniz Xanet Etxarri     | Bandera de ?                          |            |
| 1 y 2 de abril   | 2.ª Copa de España de Slalom Olímpico | Seo de Urgel (Lérida) | Juvenil | Miquel Travé                          | Eneko Auzmendi Laia Sorribes  | Bandera de ?                          |            |
| 1 y 2 de abril   | 2.ª Copa de España de Slalom Olímpico | Seo de Urgel (Lérida) | Senior  | Ander Elosegui Núria Vilarrubla       | Joan Crespo Marta Martínez    | Daniel Marzo y Jesús Pérez            |            |
| 6 y 7 de mayo    | 3.ª Copa de España de Slalom Olímpico | Seo de Urgel (Lérida) |         |                                       | C-1                           | K-1                                   | C-2        |
| 6 y 7 de mayo    | 3.ª Copa de España de Slalom Olímpico | Seo de Urgel (Lérida) | Cadete  | Pau Echaniz Clara González            | Pau Echaniz Xanet Etxarri     | Bandera de ?                          |            |
| 6 y 7 de mayo    | 3.ª Copa de España de Slalom Olímpico | Seo de Urgel (Lérida) | Juvenil | Miquel Travé                          | Eneko Auzmendi Laia Sorribes  | Bandera de ?                          |            |
| 6 y 7 de mayo    | 3.ª Copa de España de Slalom Olímpico | Seo de Urgel (Lérida) | Senior  | Ander Elosegui Núria Vilarrubla       | Joan Crespo Maialen Chourraut | Bandera de ?                          |            |
| 24 y 25 de junio | 4.ª Copa de España de Slalom Olímpico | Ponts (Lérida)        |         |                                       | C-1                           | K-1                                   | C-2        |
| 24 y 25 de junio | 4.ª Copa de España de Slalom Olímpico | Ponts (Lérida)        | Cadete  | Bandera de ?                          |                               | Bandera de ?                          |            |
| 24 y 25 de junio | 4.ª Copa de España de Slalom Olímpico | Ponts (Lérida)        | Juvenil |                                       | Bandera de ?                  | Bandera de ?                          |            |
| 24 y 25 de junio | 4.ª Copa de España de Slalom Olímpico | Ponts (Lérida)        | Senior  | Bandera de ?                          | Bandera de ?                  | Bandera de ?                          |            |